# Dreiband-Weltmeisterschaft 1981

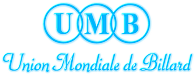
Logo UMB (ausrichtender Verband)

Veranstaltungsort: Kairo

Die Dreiband-Weltmeisterschaft 1981 war das 36. Turnier in dieser Disziplin des Karambolagebillards und fand vom 2. bis 8. Februar 1981 in Kairo statt. Es war nach 1933 und 1973 die dritte Dreiband-WM in Ägypten.

## Geschichte
Weil der Titelverteidiger Raymond Ceulemans aus persönlichen Gründen nicht teilnahm, musste es einen neuen Weltmeister geben. Der Favorit durch die Ergebnisse der letzten Jahre war Nobuaki Kobayashi. Trotz einer hervorragenden Leistung, er erzielte alle Turnierbestmarken, reichte es am Ende nur zu Platz 2. Durch seine einzige Niederlage gegen den neuen Weltmeister Ludo Dielis wurde er zum achten Mal Vizeweltmeister. Eine sehr gute Leistung lieferte auch der Österreicher Johann Scherz ab. Er nahm seine fünfte WM-Medaille mit nach Hause.

## Modus
Gespielt wurde „Jeder gegen Jeden“ bis 60 Punkte.

## Abschlusstabelle
| MP    | Match Points (Sieger = 2; Unentschieden = 1; Verlierer = 0) |
| Pkte. | Erzielte Karambolagen                                       |
| Aufn. | Benötigte Versuche                                          |
| GD    | Generaldurchschnitt                                         |
| BED   | Bester Einzeldurchschnitt eines Spielers                    |
| HS    | Höchstserie                                                 |
|       | Bester GD des Turniers                                      |
|       | Bester ED des Turniers                                      |
|       | Beste HS des Turniers                                       |
|       | 1. Platz (Gold)                                             |
|       | 2. Platz (Silber)                                           |
|       | 3. Platz (Bronze)                                           |

| Platz                      | Name                   | MP    | Pkte. | Aufn. | GD    | BED   | HS |
| -------------------------- | ---------------------- | ----- | ----- | ----- | ----- | ----- | -- |
| 1                          | Ludo Dielis            | 22:0  | 660   | 540   | 1,222 | 1,666 | 11 |
| 2                          | Nobuaki Kobayashi      | 20:2  | 646   | 453   | 1,426 | 2,000 | 14 |
| 3                          | Johann Scherz          | 16:6  | 642   | 505   | 1,271 | 1,818 | 9  |
| 4                          | Galo Legarda           | 14:8  | 591   | 568   | 1,042 | 1,276 | 11 |
| 5                          | Junichi Komori         | 12:10 | 589   | 509   | 1,159 | 1,666 | 11 |
| 6                          | George Ashby           | 12:10 | 609   | 602   | 1,011 | 1,333 | 9  |
| 7                          | Christ van der Smissen | 10:12 | 583   | 542   | 1,077 | 1,428 | 9  |
| 8                          | Luis Doyharzabal       | 10:12 | 522   | 562   | 0,928 | 1,224 | 8  |
| 9                          | Mohammed Diab          | 7:15  | 501   | 594   | 0,843 | 1,111 | 7  |
| 10                         | Mustafa Diab           | 6:16  | 465   | 616   | 0,756 | 1,200 | 11 |
| 11                         | Harry Sims             | 3:19  | 511   | 607   | 0,841 | 0,923 | 8  |
| 12                         | Antoine Chart          | 0:22  | 350   | 596   | 0,588 | –     | 7  |
| Turnierdurchschnitt: 0,997 |                        |       |       |       |       |       |    |